# سعد عبدالحمید
سعد عبدالحمید (انگلیسی: Saad Abdul-Hameed؛ زادهٔ ۲۱ اکتبر ۱۹۶۸) بازیکن سابق و مربی فوتبال اهل عراق است.
از باشگاه‌هایی که در آن بازی کرده‌است می‌توان به باشگاه فوتبال الشرطه (عراق)، باشگاه ورزشی الکرخ، باشگاه ورزشی الزورا، و باشگاه فوتبال آفریقایی اشاره کرد.
وی همچنین در تیم ملی فوتبال عراق بازی کرده‌است.